# Championa ctenostomoides
Championa ctenostomoides là một loài bọ cánh cứng trong họ Cerambycidae.